# Lady Chatterley szeretője (film, 1993)
A Lady Chatterley szeretője (angolul: Lady Chatterley) 1993-ban készült színes, angol erotikus tévéfilmdráma. D. H. Lawrence híres-hírhedt regényének harmadik filmváltozatát Ken Russell rendezte, eredetileg négyrészes minisorozatként a BBC számára. Magyarországon két részben sugározták a filmet a tévécsatornák, Japánban és az Egyesült Államokban pedig – közel felére rövidítve – a mozik is bemutatták.

## A cselekmény

Lady Chatterley (Joely Richardson)

Az első világháborúban megrokkant Sir Clifford békésen éldegél feleségével, a szépséges Constance-szal vidéki birtokukon. Egyik nap olyan, mint a másik, és Lady Chatterley számára különösen unalmasan telnek. Hűségesen ápolja férjét, aki már nem képes házastársi örömöket nyújtani: valósággal dührohamot kap például, mikor egyik este gyönyörű felesége teljesen meztelenül, arcát fátyollal takarva lép be hozzá. Az asszony látogatói – édesapja és Hilda nővére – ugyan némi vidámságot hoznak a szürke hétköznapokba, de ez sem tart örökké. Sir Clifford állapota rosszabbra fordul, ezért a házba érkezik állandó lakónak Mrs. Bolton, az ápolónő. Lady Chatterley-nek hirtelen sok szabadideje lesz, melyet jobb híján erdei sétákkal tölt. El-ellátogat a mogorva vadőr, Oliver Mellors házához, hogy megnézze az újszülött fácánfiókákat. A férfit nem hagyja hidegen az asszony szépsége, és egy ízben a kielégítetlen nő megadja magát Mellors vágyainak. Sir Clifford lassacskán – hála Mrs. Bolton gondos ápolásának – megerősödik, ám a hálószoba helyett máshol aktivizálja magát: a régóta bezárt bánya újbóli megnyitására készül. Merészen arra is hajlandó, hogy elsőként szálljon le a mélybe. Ambícióit a lelkes és hűséges Mrs. Bolton támogatja: az egyszerű, de nem ostoba asszony figyelmét semmi sem kerüli el. Apró jelekből kikövetkezteti, hogy úrnője és a vadőr között gyengéd szálak szövődtek. Az örökösre vágyó Sir Clifford maga is biztatja nejét, hogy tartson szeretőt, de ő persze egyáltalán nem a vadőrre gondol, hanem valami rangbéli férfira…

## Főszereplők
| Szerep                    | Színész            | Magyar hangja (1. szinkron) |
| ------------------------- | ------------------ | --------------------------- |
| Lady Constance Chatterley | Joely Richardson   | Kováts Adél                 |
| Oliver Mellors            | Sean Bean          | Selmeczi Roland             |
| Sir Clifford Chatterley   | James Wilby        | Kautzky Armand              |
| Mrs. Bolton               | Shirley Anne Field | Földi Teri                  |
| Hilda                     | Hetty Baynes       | Kiss Erika                  |
| Sir Michael Reid          | Ken Russell        | N/A                         |
| Tengerész-altiszt         | Brian Blessed      | N/A                         |

További szereplők
- Breffni McKenna (Donald Forbes)
- Pat Keen (Mrs. Mellors)
- Amanda Murray (Mrs. Draycott)
- P.J. Davidson (vadőr)
- Judith Paris (Mrs. Marshall)
- David Sterne (Field)
- Melanie Hughes (Simpson)
- Michael Turner (Asby plébános)
- Simon Chamberlain (zongorista)
- Nicholas Kynaston (orgonista)
- Jean Toussaint (szaxofonos)
- Ben Aris (Tommy Dukes)
- Charlotte Avery (Julia Hammond)
- Gary Crosby (szaxofonos)
- Joanna Crowther (Betty Mellors)
- Liam De Staic (Charles May)
- Soo Drouet (Mrs. Flint)
- Frank Grimes (Mr. Linley)
- Roger Hammond (Oaklands hercege)
- Nicholas Hutchison (Arnold Hammond)
- Jo Powell (Oaklands hercegnője)
- Molly Russell (Molly)
- Rupert Russell (Rupert)
- Lee Sheward (Dan Coutts)
- Rhiannon Stone (Rebecca)
- Luke Aikman (agitátorfiú) (nem szerepel a stáblistán)

## Irodalmi háttér
David Herbert Lawrence (1885–1930) mintegy kilenc változatban írta meg a később Lady Chatterley szeretője címmel klasszikussá vált regényét. Ebből kettő nyomtatásban is megjelent Az első Lady Chatterley, illetve John Thomas és Lady Jane címmel. Amikor az írónál gümőkórt diagnosztizáltak, Lawrence visszatért választott hazájába, Olaszországba. A korábbi változatok felhasználásával írta meg a Lady Chatterley szeretőjét, ám a műnek először a Tenderness (Gyengédség) címet adta. A könyv első kiadása 1928-ban jelent meg Angliában, és pornográfia vádjával azonnal elkobozták. 1960-ban a Penguin Books újra megjelentette a teljes szöveget. A kiadót pornográfia terjesztésével fogták perbe. Az eljárás során olyan hírességek léptek a tanúk padjára, mint E. M. Forster író, Helen Gardner kritikus és akadémikus, Richard Hoggart akadémikus, Raymond Williams író, kritikus és akadémikus és Norman St. John-Stevas politikus. A bíróság végül 1960. november 2-án felmentő ítéletet hozott, és a Lady Chatterley szeretője immár teljes szöveggel, legálisan megjelenhetett. Magyarországon először 1933-ban adták ki a regényt, erősen rövidített változatban. 50 év múlva jelent meg nálunk először a csonkítatlan szöveg.

## A forgatásról

### A forgatókönyv
Michael Haggiag – aki a film egyik producere is – és Ken Russell a forgatókönyv megírásakor a regény mindhárom publikált változatát felhasználta. Russell ezt azzal indokolta, hogy bizonyos motívumokat szerinte a szerző jobban kidolgozott a korábbi változatokban. A rendező első világsikerű filmje a Lawrence-mű alapján forgatott Szerelmes asszonyok (1969) volt, melynek húsz évvel később az előzményét is leforgatta: Szivárvány (1989). A film zeneanyagához Russell a korszak pasztorál-szerzőinek munkáiból válogatott: Edward Elgar, Frederick Delius, Gustav Holst és Frank Bridge szerzeményei közül.

### A szereplők
A főszereplők kiválasztását Angliában élénk sajtóérdeklődés kísérte. A címszerepre kezdettől fogva Joely Richardsont akarták megnyerni, de a színésznő akkoriban állapotos volt. A felvételek megkezdését azonban különböző okokból elhalasztották, ezért Joely végül el tudta vállalni a munkát. Joely Richardson édesapja a neves brit rendező, Tony Richardson volt. Édesanyja a világhírű színésznő, Vanessa Redgrave. Joely testvére, Natasha szintén ismert színésznő. Russell korábban forgatott Vanessával (Ördögök, 1971) és Natashával (Gótika, avagy a szellem éjszakája, 1986) is.
Sean Bean már akkor leszerződött a filmre, amikor még tartott a Férfias játékok (1992) forgatása, amelynek egyik főszereplőjeként számos akciójelenetben vett részt. Ott – többek között – azt kívánták tőle, hogy az utolsó jelenet kedvéért újra vágassa le a haját. Az éjszaka, száguldó motorcsónakokon játszódó jelenet rögzítése során egy kampó felhasította Bean arcát, közvetlenül a szeme mellett: a sebet nyolc öltéssel varrták össze. Ezután a színész felhívta a Lady Chatterley stábját, és azt közölte velük: „Van egy jó és egy rossz hírem. Mégse kellett levágni a hajam, de megsérült a szemem.”
James Wilby a Maurice (1987) című filmnek köszönheti első kiugró filmsikerét: abban egy homoszexuális nemesembert alakított, aki egy vadőr iránt érzett szerelemért hátat fordít saját társadalmi osztályának, akárcsak ebben a filmben Lady Chatterley. Sir Clifford Chatterley szerepének hiteles eljátszásához Wilby kapcsolatba lépett egy Andrew nevű fiatalemberrel, aki egy kerékpár-baleset miatt került tolószékbe 23 éves korában.
Mrs. Bolton szerepéhez teljesen átformálták Shirley Anne Field külsejét. Az elegáns nő haját szigorú kontyba kötötték, hosszú körmeit levágták, sminkjét megváltoztatták, hogy jellegzetes vonásait eltüntessék, legvégül szürkésbarna ruhát, barna harisnyát és vastag talpú cipőt adtak rá. A színésznő viccelődve így emlékezett minderre: „Minden reggel rúgkapáltam és sikoltoztam a sminkes székében”. Shirley Anne első komoly filmszerepét egyébként Joely apja, Tony Richardson A komédiás (1960) című drámájában kapta. Ken Russell játssza a főhősnő édesapját. Másik filmbéli lányát, Hildát Hetty Baynes alakítja, akit nem sokkal a forgatás befejezése után feleségül vett, 1999-ben azonban elváltak. A statiszták között volt egy Üdvhadsereghez tartozó zenekar is.

### A helyszínek

Lady Chatterley a szeretőjével (Joely Richardson és Sean Bean)

A forgatás 1992 májusában kezdődött a hertfordshire-i Wrotham Parkban. Érdekesség, hogy az 1981-es filmváltozatot ugyanitt forgatták. A felvételek 11 hétig tartottak, és a Wight-szigeten értek véget. Wrotham Park nemcsak Wragby Hall, hanem az ahhoz közeli bányászfalu, Tevershall helyszínéül is szolgált. James Merifield díszlettervező a birtokon található néhány mezőgazdasági épület köré tervezte meg a falut. A helyszínen lévő óriási kémény és az egyik házban talált mechanikus pumpa kapóra jött a díszletmunkásoknak. A meglévő házak tükröztetésével keltették egy falu látszatát. Mesterséges utcákat hoztak létre, szénkupacokat halmoztak fel. Az állatokat máshová terelték, a szenet pedig vízzel locsolták, hogy még feketébbnek tűnjön. A forgatás nyár közepén zajlott, a cselekmény azonban mind a négy évszakban játszódott. A ködös november megteremtéséhez füstgépet használtak, és zsákszámra szórták szét a száraz faleveleket. A tél hangulatát só szétszórásával teremtették meg, míg a tavasz beköszöntét a sárga nárciszok jelképezték. Főleg a színészek szenvedték meg a dolgot, hiszen a nyári melegben olykor vastag felsőkabátot és prémsapkát kellett viselniük. Wrotham Park után a stáb az oxfordshire-i erdőbe költözött, ahol felépítették Mellors kunyhóját. Ezután a Pinewood stúdióban a Mellors házának belsejében és a kunyhójában játszódó jeleneteket rögzítették. A Wight-szigeteken fejeződött be a munka, ahol Connie apjának tengerparti otthonát építették fel. A Southamptonból a Wight-szigetekre való átkelés kiváló alkalmat jelentett arra, hogy rögzítsék a film utolsó jelenetét, melyben Connie és Mellors egy hajón találnak egymásra. Mindez gondos tervezést igényelt, mivel az utazás kötött időtartama miatt nem volt lehetőség a jelenet megismétlésére. Senki nem számolt azonban azzal a hatalmas viharral, amely a felvétel idején egész nap tombolt, és kis híján lemosta a stábot a fedélzetről. A nehézségek ellenére sikerült határidőn és költségvetésen belül befejezni a forgatást.